# Ali Ezzine
Ali Ezzine (arabisch علي الزين, DMG ʿAlī az-Zain; * 3. September 1978 in Ain Taoudjad, Meknès-Tafilalet) ist ein marokkanischer Hindernis- und Langstreckenläufer.
Bei den Crosslauf-Weltmeisterschaften kam er auf der Kurzstrecke 1998 auf den zwölften und 2000 auf den 13. Platz. Bei den Leichtathletik-Weltmeisterschaften 1999 in Sevilla errang er die Bronzemedaille über 3000 m Hindernis.
Ebenfalls Bronze holte er in derselben Disziplin bei den Olympischen Spielen 2000 in Sydney hinter den Kenianern Reuben Kosgei und Wilson Boit Kipketer, und bei den Weltmeisterschaften 2001 in Edmonton gewann er Silber.
Bei den Olympischen Spielen 2004 belegte er den achten Platz.
Seine Bestzeit von 8:03,57 min, aufgestellt am 23. Juni 2000 in Paris, ist immer noch die zweitbeste, die je von einem nicht aus Kenia stammenden Läufer erzielt wurde.